# Ассан Н'Діає
Асса́н Н'Діає́ (фр. Assane N'Diaye; 1 серпня 1974, Нгуекох, Сенегал — 13 лютого 2008, Дакар, Сенегал) — сенегальський футболіст, захисник.

## Життєпис
Мати Ассана — медсестра, батько — кардіолог і власник клініки в Парижі. У 10 років потрапив до футбольної школи клубу «Жанна д'Арк». Н'Діає починав грати як півзахисник, але коли травмувався центральний захисник команди, тренер поставив його на захист, після цього він грав як захисник. У 15 років, граючи в футбол, він зламав ногу. Н'Діає провчився півроку в медичному університеті, але незабаром покинув навчання.

## Кар'єра

### Клубна
З 1995 року по 2000 роки виступав за команду «Жанна д'Арк». У команді провів 110 матчів і забив 7 м'ячів. Разом з командою ставав чемпіоном Сенагалу, і срібним призером. 1999 року разом з командою дійшов до фіналу Кубка КАФ, де його команда програла туніському «Сфакс'єну».
У лютому 2001 року він перейшов в донецький «Шахтар». Хоча у нього були пропозиції з Марокко, а також від болгарського «Левскі». Н'Д'є взяв собі 13-й номер.
У чемпіонаті України дебютував 11 березня 2001 року в домашньому матчі проти полтавської «Ворскли» (1:0). Ассан запам'ятався двома забитими м'ячами в двох різних сезонах Вищої ліги проти принципового суперника «гірників» київського «Динамо». Після одного з матчів президент «Динамо» Ігор Суркіс заявив, що Ассан найбільш незручний для його команди гравець «Шахтаря». У сезоні 2000/01 разом з командою виграв кубок України, у фіналі обігравши в додатковий час київський ЦСКА (2:1). У Вищій лізі цього сезону «Шахтар» посів 2-е місце поступившись своєму принциповому супернику «Динамо».
Влітку 2001 року команда брала участь у кваліфікації Ліги чемпіонів, «Шахтар» почав турнір з 2-го кваліфікаційного раунду, в якому йому попався швейцарський «Лугано». У першому домашньому матчі «гірники» здобули перемогу (3:0), Н'Діає в цьому матчі отримав жовту картку. У матчі-відповіді футболіст отримав червону картку на 90-й хвилині, а «Шахтар» програв (2:1), але все-одно пройшов далі. Через отриману картки він не зміг взяти участь у наступному раунді, де «Шахтар» поступився німецькій «Боруссії» з Дортмунда і вилетів з турніру.
У сезоні 2001—2002 Шахтар вперше став чемпіоном України, причому походу сезону не програв жодної зустрічі. Н'Діає в цьому сезоні зіграв 23 матчі і забив 2 голи («Динамо» і «Поліграфтехніці»). У кубку «Шахтар» також здобув перемогу.
Сезон 2002—2003 видався для «Шахтаря» невдалим у чемпіонаті команда посіла 2 місце, а в кубку країни стала фіналістом, програвши «Динамо». У єврокубках гірники спочатку поступилися в Лізі чемпіонів бельгійському «Брюгге», а потім у Кубку УЄФА програли з розгромним рахунком австрійській «Аустрії».
Н'Діає неодноразово запрошували перейти у клуби Франції і Туреччини, але він залишався в «Шахтарі».
Після того як новим тренером став Мірча Луческу, Ассан не потрапив до списку учасників навчально-тренувальних заходів і незабаром отримав статус вільного агента. Була інформація про те що йому потрібне лікування артрозу.
У липні 2004 року він повернувся на батьківщину, де грав за колишній клуб «Жанна д'Арк».
2005 року з'явилася інформація, що він може повернутися в «Шахтар» як тренер-селекціонер в Африці.

### Міжнародна
З 1999 по 2001 роки Н'Діає виступав за збірну Сенегалу, з якою грав на Кубку африканських націй 2000, де дійшов до чвертьфіналу.

## Смерть
13 лютого 2008 року у віці 33 років Ассан помер в Дакарі, після нетривалої хвороби. За однією з версій він помер уві сні.

## Досягнення
- Чемпіон Сенегалу: 1999
- Чемпіон України: 2001—2002
- Володар кубка України: 2001—2002